# Šķirotava
Šķirotava è un quartiere di Riga, nella divisione amministrativa di Latgale, alla periferia sud-orientale della città.
È raggiungibile con gli autobus della Rīgas Satiksme N3, N13, N15, N20, N34, N47, N48, N50, N52 o con i filobus N16 e N22.